# Georgie Fame
Georgie Fame (opr. Clive Powell) (født 26. juni 1943 i Lancashire , England) er en engelsk sanger, pianist, keyboardspiller og komponist.
Fame slog igennem med en stribe hits i 1960'erne som f.eks. Yeh Yeh (1964) og Get Away (1966). Han dannede gruppen The Blue Flames som gennem årene indeholdte nogle af de fremmeste musikere i England. Han er inspireret af jazz, blues, rythm and blues og rockmusik. Han er stadig aktiv på musikscenen.

## Udvalgte plader
- Rythm and Blues at the Flamingo – 1964
- Yeh Yeh – 1965
- Get Away – 1966
- The Two Faces of Fame – 1967